# OFK Grbalj
A Grbalj (cirill írással: ОФК Грбаљ) egy montenegrói labdarúgócsapat Kotor járás Radanovići községéből. A montenegrói labdarúgó-bajnokságok 2006-os indulása óta az élvonalban szerepel.

## Története
Az 1970-ben alapított labdarúgócsapat Szerbia és Montenegró különválásáig alsóbb, főként területi bajnokságokban szerepelt.
2006-ban felvételt nyert az első független montenegrói labdarúgó-bajnokság élvonalába, és bravúros teljesítménnyel bronzérmesként zárt. 2007-ben az Intertotó-kupa keretein belül kapcsolódott be az európai labdarúgás vérkeringésébe, ahol a nemzetközi szinten tapasztaltabb Gloria Bistriţa azonnal megállította.
A 2007–08-as bajnokság az előző szezonnál nagyobb izgalmakat tartogatott, mely a Budućnost–Zeta–Mogren-trió bajnoki címért folytatott versengését hozta. A Grbalj a háttérben húzódott meg, majd csendesen a 4. helyre futott be.
A 2008–09-es szezonban ismét az Intertotó-kupában indult, majd a bosznia-hercegovinai Čelik Zenica ellen begyűjtötte első UEFA-tornagyőzelmét is. A kiesést ezúttal a török Sivasspor szállította, akivel bár az első mérkőzésen 2–2-es döntetlent játszott, a rutinosabb ellenfél hazai pályán 1–0-s győzelmet aratott. A sikeresnek bizonyult kupaszereplést végül újabb bajnoki 4. hellyel koronázta meg.

## Sikerei
- Montenegrói bajnokság (1. CFL)

Bronzérmes: 1 alkalommal (2007)

## Eredményei

### Montenegrói labdarúgó-bajnokságban
| Szezon    | Oszt. | Hely | J  | Gy | D  | V  | Rg | Kg | P  | Montenegrói kupa | Európai kupák | Európai kupák | Megj. |
| --------- | ----- | ---- | -- | -- | -- | -- | -- | -- | -- | ---------------- | ------------- | ------------- | ----- |
| 2006–2007 | I.    | 3.   | 33 | 14 | 7  | 12 | 37 | 30 | 49 | elődöntős        |               |               |       |
| 2007–2008 | I.    | 4.   | 33 | 14 | 13 | 6  | 40 | 25 | 55 | negyeddöntős     | IK            | 1. f.         |       |
| 2008–2009 | I.    | 4.   | 33 | 15 | 5  | 13 | 47 | 34 | 50 | 1/32             | IK            | 2. f.         |       |

### Európaikupa-szereplés

#### Összesítve
| Kupa           | M | GY | D | V | LG–KG |
| -------------- | - | -- | - | - | ----- |
| Intertotó-kupa | 6 | 1  | 2 | 3 | 8–10  |
| Összesítve     | 6 | 1  | 2 | 3 | 8–10  |

#### Szezonális bontásban
| Idény | Kupa           | Forduló    | Klub            | 1. mérk. | 2. mérk. |
| ----- | -------------- | ---------- | --------------- | -------- | -------- |
| 2007  | Intertotó-kupa | 1. forduló | Gloria Bistriţa | 1–2      | 1–1      |
| 2008  | Intertotó-kupa | 1. forduló | Čelik Zenica    | 2–3      | 2–1      |
| 2008  | Intertotó-kupa | 2. forduló | Sivasspor       | 2–2      | 0–1      |

Megjegyzés: Csak az Európai Labdarúgó-szövetség (UEFA) által szervezett európai kupák eredményeit tartalmazza. Az eredmények minden esetben a Grbalj szemszögéből értendőek, a félkövéren jelölt mérkőzéseket pályaválasztóként játszotta.

## Külső hivatkozások
- Adatlapja az uefa.com-on (angolul)
- Adatlapja Archiválva 2020. október 1-i dátummal a Wayback Machine-ben a foot.dk-n (angolul)
- Adatlapja Archiválva 2012. február 14-i dátummal a Wayback Machine-ben a weltfussballarchiv.com-on (angolul)
- Legutóbbi eredményei a soccerway.com-on (angolul)